# Lysfjord
Lysfjord est une localité du comté de Nordland, en Norvège.

## Géographie
Administrativement, Lysfjord fait partie de la kommune de Bindal.